# Schoenobius sicarius
Schoenobius sicarius là một loài bướm đêm trong họ Crambidae.